# Anossia
In medicina si definisce con il termine anossia la diminuzione o totale mancanza di ossigeno molecolare o ossigeno biatomico O2 a livello cellulare.
L'anossia può essere istotossica, cioè dovuta al danneggiamento dei tessuti, oppure conseguente a un diminuito apporto di sangue nei tessuti interessati. In questo caso si può parlare di anossiemia.
È una situazione di emergenza che se non risolta celermente porta in breve tempo alla morte dei tessuti, sensibili alla mancanza d'ossigeno. Le cellule più soggette a danni in seguito ad anossia sono quelle maggiormente differenziate e specializzate (ad esempio le cellule nervose).